# Kreisteilung

Kreisteilung nach Leonardo da Vinci (eine Konstruktion mit unveränderter Zirkelöffnung) nur wenige Linien ergeben eine Reihe von Polygonseiten.

Eine Kreisteilung bezeichnet eine Unterteilung eines Kreises in gleich große Kreisbögen. Der Begriff wird in der Mathematik sowie im Messwesen verwendet.

## Mathematik
Die Frage, ob für eine gegebene natürliche Zahl {\displaystyle n} ein Kreis unter ausschließlicher Verwendung von Zirkel und Lineal in {\displaystyle n} gleich große Kreisbögen zerlegt werden kann, wurde schon in der Antike untersucht. Diese Aufgabe ist gleichwertig zur Konstruktionsaufgabe eines regelmäßigen Polygons mit {\displaystyle n} Ecken. Diejenigen Polygone, für die eine solche Konstruktion möglich ist, werden konstruierbare Polygone genannt. Konkrete Konstruktionsvorschriften zu finden gestaltet sich jedoch mit wachsender Eckenzahl schnell als sehr aufwändig. Es gibt solche Konstruktionsvorschriften aber unter anderem für das 17-Eck, das 257-Eck und das 65537-Eck.
Da die Antwort der Frage, ob das regelmäßige {\displaystyle n}-Eck mit Zirkel und Lineal konstruierbar ist, auf algebraische Sachverhalte zurückgeführt werden kann, wurde der Begriff „Kreisteilung“ namensgebend für algebraische Objekte wie Kreisteilungsgleichungen, Kreisteilungskörper und Kreisteilungspolynome.
Werden als zusätzliche Hilfsmittel z. B. die Quadratrix des Hippias oder die archimedische Spirale erlaubt, die neben der Dreiteilung auch Teilungen in {\displaystyle n} gleich große Winkel ermöglichen, sind gedanklich sämtliche regelmäßige {\displaystyle n}-Ecke wie z. B. auch das Elfeck (exakt) konstruierbar.
Genügt eine Lösung mit einem Näherungswert des Zentriwinkels, konstruiert man dessen verkürzten Kosinus- oder Sinuswert mithilfe des 3. Strahlensatzes auf einem Zahlenstrahl. Die gewünschte Genauigkeit des Näherungswertes ist abhängig von der gewählten Anzahl Nachkommastellen des Kosinus- bzw. Sinuswertes.

## Messwesen
Im Messwesen bezeichnet die Kreisteilung die für die Winkelmessung verwendete Maßeinheit, z. B. Grad, Gon, Strich oder Radiant (Bogenmaß).